# Bibi Blocksberg, l'apprentie sorcière
Série
Bibi Blocksberg et le Secret des chouettes bleues
(2004)
Pour plus de détails, voir Fiche technique et Distribution.
Bibi Blocksberg, l'apprentie sorcière (Bibi Blocksberg) est un film fantastique allemand réalisé par Hermine Huntgeburth, sorti en 2002.
En France, Bibi Blocksberg, l'apprentie sorcière est sorti directement en DVD le 17 juillet 2007.

## Synopsis
Dans une petite ville, il se passe quelquefois de drôles de choses. Peut-être parce Bibi et sa mère y habitent.

## Fiche technique
- Titre original : Bibi Blocksberg
- Titre français : Bibi Blocksberg, l'apprentie sorcière
- Réalisation : Hermine Huntgeburth
- Scénario : Elfie Donnelly, d'après les personnages créés par Elfie Donnelly, sur une idée de Henriette Piper
- Musique : Moritz Freise et Biber Gullatz
- Décors : Susann Bieling, Uwe Szielasko et Anette Ingerl
- Costumes : Maria Dimler
- Photographie : Martin Langer
- Son : Michael Kranz, Friedrich M. Dosch, Christoph von Schönburg
- Montage : Hansjörg Weißbrich
- Production : Sabine Eichinger, Uschi Reich, Friederike Euler et Gabriela Sperl

Production déléguée : Bernd Krause
Coproduction : Karl Blatz
- Sociétés de production[2] : Bavaria Film et Kiddinx Entertainment
  - Sociétés de coproduction : Bayerischer Rundfunk, Odeon Film et Gustav Ehmck Filmproduktion
- Sociétés de distribution :
  - Allemagne : Constantin Film
  - Belgique : Ketnet (diffusion TV)
  - France : Metropolitan Filmexport (sortie directement en DVD)
- Budget : 6 millions d' € (estimation)[3]
- Pays d'origine :  Allemagne
- Langue originale : allemand
- Format[4] : couleur - 35 mm - 1,85:1 (Panavision) - son Dolby Digital
- Genre : comédie, fantastique
- Durée : 102 minutes
- Dates de sortie[1] :
  - Allemagne : 27 septembre 2002 (sortie nationale) ; 17 novembre 2002 (Kinofest Lünen)
  - France : 16 mai 2003 (Festival de Cannes) ; 17 juillet 2007 (sortie directement en DVD)
- Classification[5] :
  -  Allemagne : Tous publics (FSK 0).
  -  France : Tous publics (Conseillé à partir de 8 ans)[6].

## Distribution
Sauf indication contraire, les informations mentionnées dans cette section peuvent être confirmées par la base de données cinématographiques IMDb,  présente dans la section « Liens externes ».
- Sidonie von Krosigk : Bibi Blocksberg
- Katja Riemann : Barbara Blocksberg
- Ulrich Noethen : Bernhard Blocksberg
- Corinna Harfouch : Rabia
- Inga Busch : Karla Kolumna
- Maximilian Befort : Florian
- Christian Nickel : Tom
- Monica Bleibtreu : Walpurgia
- Jeanette Hain : Annalena
- Anja Sommavilla : Schubia
- Elea Geissler : Arkadia
- Katharina Eyssen : Lalita
- Mareike Lindenmeyer : Edwina
- Eva Maria Bayerwaltes : Mme Müller-Riebensehl
- Billie Zöckler : Mme Huebner
- Alexander Held : Dr. Buttkock
- Theresa Vilsmaier : Marita
- Sophie Pflügler : Moni
- François Goeske : Benny

## Distinctions
Entre 2003 et 2004, Bibi Blocksberg, l'apprentie sorcière a été sélectionné 6 fois dans diverses catégories et a remporté 3 récompenses.

### Récompenses
- Prix du cinéma allemand 2003 : Prix du film en or de la Meilleure actrice dans un second rôle décerné à Corinna Harfouch.
- Prix du cinéma bavarois 2003 : Prix du cinéma bavarois de la Meilleure production décerné à Karl Blatz et Uschi Reich.
- Festival du film Nuits noires de Tallinn 2003 : Prix du film juste du Meilleur personnage décerné à Hermine Huntgeburth.

### Nominations
- Festival international du film pour enfants de Chicago (Chicago International Children's Film Festival) 2003 :
  - Meilleur long métrage ou vidéo d'action en direct pour Hermine Huntgeburth.
- Prix du cinéma allemand 2003 : Meilleur film pour enfants ou jeunesse.
- Fantasporto 2004 : Meilleur film pour Hermine Huntgeburth.